# Černotín
Černotín – miejscowość i gmina (obec) w Czechach, w kraju ołomunieckim, w powiecie Przerów. W 2022 roku liczyła 769 mieszkańców.
W miejscowości jest przystanek kolejowy Černotín.